# Телефонный план нумерации Сирии
Телефонный план нумерации Сирии — диапазоны телефонных номеров, выделяемых различным пользователям телефонной сети общего пользования в Сирийской Арабской Респу́блике, специальные номера и другие особенности набора для совершения телефонных вызовов. Все международные номера пользователей данной телефонной сети имеют общее начало +963 - называемый префиксом или телефонным кодом страны.
Система телефонной нумерации применяется на всей территории Сирии, однако по состоянию на 2019 год наблюдаются проблемы в работе телефонной связи, в связи с разрушенной инфраструктурой из-за последствий гражданской войны.

## Соглашения о вызовах
- Для набора номера с наземной линии на наземную линию в одном и том же районе (городе), требуется только местный номер пункта назначения.
- Для набора номера с наземной линии на наземную линию в другом районе (городе), нужно поставить ноль, за которым нужно прописать код района, в который звонит абонент, а затем местный номер пункта назначения.
- Для набора номера с наземной линии на номер мобильного телефона нужно поставить ноль, за которым нужно прописать два цифровых кода: код поставщика услуг мобильной связи и номер адресата.
- Для набора номера с мобильного телефона на номер наземной линии нужно поставить ноль, за которым нужно прописать код города назначения и местный номер места назначения.
- Для набора номера с мобильного телефона на другой мобильный телефон нужно поставить ноль, за которым нужно прописать два цифровых кода: код поставщика услуг мобильной связи и номер адресата.

## Мобильные операторы
В Сирии существует два оператора сотовой связи:
- Syriatel: 93, 98, 99.
- MTN Syria: 94, 95, 96.